# قانون تشجيع التجارة في منطقة الأنديز والقضاء على المخدرات

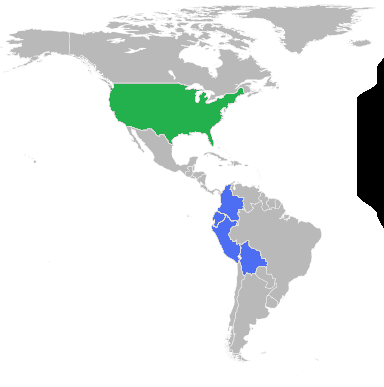
خريطة قانون تشجيع التجارة في منطقة الأنديز.

قانون تشجيع التجارة في منطقة الأنديز والقضاء على المخدرات هو نظام تفضيل تجاري تمنح الولايات المتحدة بموجبه وصولاً معفى من الرسوم الجمركية إلى مجموعة واسعة من الصادرات من أربع دول من دول الأنديز: بوليفيا وكولومبيا والإكوادور وبيرو. تم سنه في 31 أكتوبر 2002 كبديل لقانون الأفضليات التجارية لدول الأنديز. الغرض من نظام التفضيل هذا هو تعزيز التنمية الاقتصادية في بلدان الأنديز لتوفير بدائل لإنتاج الكوكا. تمتلك بوليفيا القدرة على تصنيع إنتاج الكوكا ومشتقاته، لأن الكوكا ليس لها آثار مخدرة، لكن الولايات المتحدة لا تحدث أي فرق بين الكوكا والكوكايين. وهكذا ألغت حكومة الولايات المتحدة هذا «التفضيل».

## التاريخ
في 4 ديسمبر 1991 في ظل إدارة جورج دبليو بوش سنت الولايات المتحدة قانون الأفضليات التجارية لدول الأنديز، الذي يلغي التعريفات الجمركية على عدد من المنتجات من بوليفيا وكولومبيا والإكوادور وبيرو. كان هدفها تعزيز الصناعات القانونية في هذه البلدان كبدائل لإنتاج المخدرات والاتجار بها. تم تجديد البرنامج في 31 أكتوبر 2002 من قبل إدارة جورج دبليو بوش كقانون تعزيز تجارة الأنديز والقضاء على المخدرات. بموجب القانون الجديد زادت منتجات جبال الأنديز المعفاة من الرسوم الجمركية من حوالي 5.600 إلى حوالي 6.300. تم تعيين القانون لتنتهي في 31 ديسمبر 2006، ولكن تم تجديده من قبل الكونغرس لمدة ستة أشهر حتى 30 يونيو 2007. مُنح تمديد في 28 يونيو 2007، هذه المرة لمدة ثمانية أشهر حتى 29 فبراير 2008. أقر الكونجرس الأمريكي تجديدًا ثالثًا لمدة عشرة أشهر في 28 فبراير 2008 وحتى 31 ديسمبر 2008. في نوفمبر 2008 طلب الرئيس الأمريكي جورج دبليو بوش من الكونجرس إزالة بوليفيا من الاتفاقية بسبب عدم التعاون في جهود مكافحة المخدرات. في 14 ديسمبر 2009 وافق مجلس النواب الأمريكي على تمديد هذه الخطة لمدة عام واحد. النسخة النهائية من الاتفاقية التي تغطي المنتجات الإكوادورية فقط سقطت في 31 يوليو 2013 بعد أن أصبحت الإكوادور غير مؤهلة.

## التأثير
عزز قانون تشجيع التجارة في منطقة الأنديز والقضاء على المخدرات النمو السريع في التجارة بين الولايات المتحدة ودول الأنديز الأربع، ارتفعت الصادرات الأمريكية إلى المنطقة من 6.46 مليار دولار في عام 2002 إلى 11.64 مليار دولار في عام 2006، بينما نمت الواردات من 9.61 مليار دولار إلى 22.51 مليار دولار في نفس الفترة. اعتبارًا من عام 2006 كانت صادرات جبال الأنديز الرئيسية إلى الولايات المتحدة بموجب اتفاقية القانون هي النفط والملابس وكاثودات النحاس والزهور المقطوفة والمجوهرات الذهبية والهليون والسكر. من إجمالي واردات الولايات المتحدة لعام 2006 بموجب القانون استحوذت الإكوادور على 39٪، وكولومبيا 36٪، وبيرو 24٪، وبوليفيا 1٪. وفقًا لتقرير سبتمبر 2006 الصادر عن لجنة التجارة الدولية بالولايات المتحدة كان للقانون تأثير سلبي على اقتصاد الولايات المتحدة والمستهلكين بالإضافة إلى تأثير إيجابي طفيف على تقليل محاصيل المخدرات وخلق فرص العمل المرتبطة بالتصدير في منطقة الأنديز. ذكر تقرير صدر عام 2006 عن وزارة العمل الأمريكية أن القانون لا يبدو أنه كان له تأثير سلبي على التوظيف في الولايات المتحدة مع استثناء محتمل لبعض قطاعات صناعة الزهور المقطوفة. على الرغم من أن حكومة الولايات المتحدة بدأت في عام 2011 برنامجًا لتعويض مزارعي الهليون عن عائداتهم المفقودة يسمى «برنامج خسارة سوق إيرادات الهليون». كان جزء كبير من خسارة الصناعة نتيجة مباشرة للهليون المستورد الرخيص من منطقة الأنديز.